# Râjasimha II
Râjasimha II ou Râjasinha II est un roi de Kandy, fils et successeur de Senarat, suzerain de plusieurs royaumes de Ceylan, comme celui de Trinkomallî (Trincomalee) qui lui donne accès à la mer. Sa date de naissance n'est pas connue avec certitude, mais il serait monté sur le trône en 1635 à l'âge de 27 ans. Il est mort le 6 décembre 1687.

## Histoire
Pour contrecarrer le soutien des Portugais à ses ennemis politiques, Râjasimha se rapproche en 1636 des Néerlandais de la Compagnie néerlandaise des Indes orientales en envoyant des émissaires à l'amiral néerlandais Adam Westerwolt qui mène alors le blocus de Goa, et ce dans la perspective de chasser les Portugais, allié aux Royaume de Kotte, de l'île. Les Portugais attaquent alors Kandy, qu'ils incendient, mais ils sont écrasés à la bataille de Gannoruwa le 28 mars 1638. Les Néerlandais signent la même année un traité pour défendre Râjasimha en échange du monopole sur le commerce de la cannelle et du remboursement leur dépense de guerre. Ils le reconnaissent aussi comme le seul véritable roi de l'île.
Le 18 mai 1638, la flotte d'Adam Westerwolt reprend les forts de Trinkomallî et de Batticaloa, qu'il rend au royaume de Kandy. Mais les Néerlandais gardent toutefois ceux de Galle et de Negombo, saisis en 1640, car Râjasimha refuse de payer leurs dépenses de guerre exorbitantes, mais aussi pour protéger les zones de traitement de la cannelle. Suit une trêve de sept ans entre Néerlandais et Portugais, qui prend fin en 1652, après quoi les Néerlandais en finissent avec la présence portugaise en reprenant seuls Colombo le 12 mai 1656, position qu'ils refusent de rendre à Râjasimha sous le prétexte qu'il n'a pas participé au combat. Râjasimha réalise alors qu'il n'a fait que remplacer un ennemi par un autre, ravage les terres environnantes de Colombo, tente de fomenter des rébellions dans les terres basses et recherche même l'aide de la Compagnie anglaise des Indes orientales de Madras. Les Néerlandais terminent d'assurer leur puissance sur les basses terres en prenant Jaffna, la dernière forteresse portugaise au nord de l'île, le 21 juin 1658, Cependant la suzeraineté de Râjasimha est mise à mal par une révolte des terres basses en 1664 et les Néerlandais profitent de cette période d'instabilité pour étendre leur pouvoir sur l'île, enfermant Râjasimha dans son royaume montagnard et lui interdisant de rechercher de l'aide par ailleurs. Un modus vivendi s'installe alors entre les rois de Kandy et les Néerlandais, qui durera un siècle. Dorénavant, utilisant l'île comme base arrière, les Néerlandais sont à même de chasser les Portugais de la côte de Malabar ce qui est effectif en 1663.
Râjasimha rétablit la coutume de mariage des rois singhalais avec des princesses de l'Inde du Sud en épousant une princesse de Madurai. Celle-ci sera la mère de son successeur, Vimaladharma Surya II (1687-1707).
Son père et lui[Qui ?] permirent aux Maures, les musulmans de la côte ouest de l'île installés ici depuis le IXe siècle et qui subissaient des persécutions de la part des Néerlandais de se réinstaller sur la côte est. Au cours de son règne, la Compagnie française des Indes orientales tenta d'installer un comptoir à Trinkomallî, mais échoua par manque de soutien de Râjasimha.
Le marin Robert Knox, prisonnier dix-neuf ans dans l'île durant le règne de Râjasimha, en a fait une des premières descriptions : il avait appris à parler la langue couramment et fait une observation soigneuse des us et coutumes, des lois et de la religion des cinghalais. Il parle des Veddas, les aborigènes australoïdes qui sont les habitants premiers de l'île, aujourd'hui en voie d'extinction, et qui vivent dans la jungle. Knox fait une description précise de la flore, de la faune, des produits naturels et de l'agriculture de l'île. Il est très impressionné par les éléphants, décrit leurs régime et habitudes, la façon dont les éléphants sauvages sont capturés et les utilisations qui en sont faites, sans oublier leur rôle de bourreau.